# Stadion Ștrand
Stadionul Ștrand este situat în Pitești și are o capacitate de 3.000 de locuri. Stadionul poartă numele parcului care se află chiar lângă el.

## Legături externe
- Stadionul Ștrand Arhivat în 22 iunie 2015, la Wayback Machine.